# Morbus Ahlbäck
Der Morbus Ahlbäck ist eine akute Nekrose (Gewebsuntergang) im druckbelasteten Teil des Oberschenkelknochens am Kniegelenk.
Er zählt zu den aseptischen (nicht durch eine Infektion verursachten) Osteonekrosen. Er findet sich meist an der inneren (medialen) Kondyle (Knochenrolle) des kniegelenkbildenden Anteils des Oberschenkelknochens. Als Ursache werden Durchblutungsstörungen der versorgenden Arterien vermutet; eventuell auch mechanische Überlastung. Betroffen sind überwiegend Frauen jenseits des 60. Lebensjahres. Die Erkrankung ist häufiger bei Personen mit Stoffwechselerkrankungen, Diabetes, Alkoholismus, unter Chemotherapie, oder nach langdauernder Steroidbehandlung.
Die Einteilung in Stadien I-IV nach Koshino richtet sich nach der Bildgebung (St. I = nur im MR und Szintigramm sichtbar; St. II = leichte Aufhellungslinie im Röntgenbild; St. III = deutlich im Röntgenbild sichtbar, St. IV = eingebrochen und deformiert).
Erstbeschreiber war 1968 der schwedische Radiologe Sven Ahlbäck.

## Krankheitsbild
Charakteristisch sind schlagartig auftretende Schmerzen.

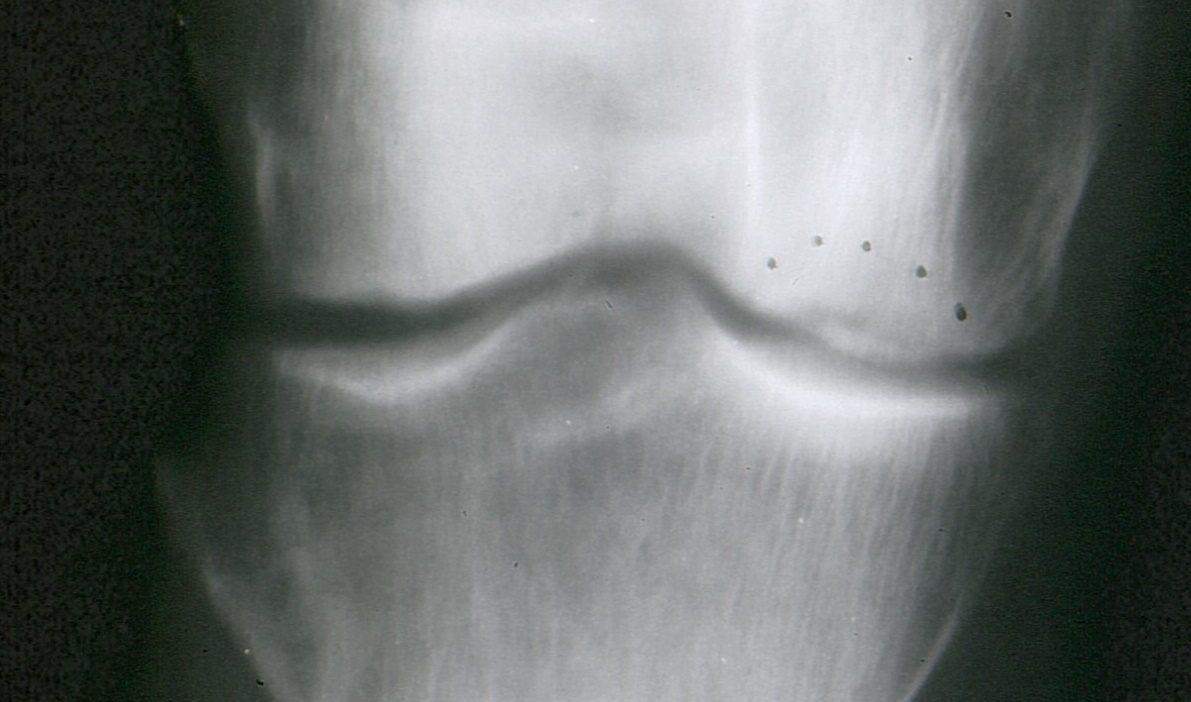
M. Ahlbäck (konventionelle Schichtaufnahme)

Im Frühstadium zeigt sich im Röntgenbild die Osteolyse durch eine Aufhellung der Knochensubstanz. Nicht in allen Fällen ist die Osteolyse umgeben von einem Sklerosesaum. Mit Hilfe der Computertomographie kann das genaue Ausmaß der Zerstörung des Knochens auch schon in frühen Stadien dargestellt werden. Die Knochenszintigraphie zeigt manchmal eine Nuklidanreicherung in der Umgebung des abgestorbenen Knochenstücks.
Eine nachgewiesen wirksame konservative Therapie gibt es bisher nicht. Eine retrospektive Studie beschreibt allerdings Erfolge der hyperbaren Sauerstofftherapie. Schmerzmittel und Antiphlogistika können versucht werden. Sinnvoll sind meistens (unikondyläre) Schlittenprothesen oder (bikondyläre) Totalendoprothesen.